# National Council of Churches of Kenya
National Council of Churches of Kenya (Jumuia Ya Makanisa Ya Kenya) grundat 1913, är världens största nationella kyrkoråd.
Det nuvarande namnet (NCCK) antogs 1984.

## Tidigare namn
- Federation of Missions, 1913
- Alliance of Protestant Missions, 1918
- Kenya Missionary Council (KMC), 1924
- Christian Council of Kenya (CCK), 1943
- National Christian Council of Kenya (NCCK), 1966

## Medlemskyrkor
- African Brotherhood Church
- African Christian Churches and Schools
- African Church of the Holy Spirit
- African Interior Church
- African Nineveh Church
- Anglican Church of Kenya
- Church of Africa Sinai Mission
- Coptic Orthodox Church
- Episcopal Church of Africa
- Evangelical Lutheran Church of Kenya
- Frälsningsarmén i Kenya
- Kenya Assemblies of God
- Kenya Evangelical Lutheran Church
- Kenya Mennonite Church
- Lyahuka Church of East Africa
- Maranatha Faith Assemblies
- Methodist Church in Kenya
- National Independent Church of Africa
- Overcoming Faith Centre Church of Kenya
- Pentecostal Evangelistic Fellowship of Africa
- Presbyterian Church of East Africa
- Reformed Church of East Africa
- Scriptural Holiness Mission
- Vännernas samfund i Kenya
- Zion Harvest Mission

## Associerade organisationer
- Bible Society of Kenya
- Christian Churches Education Association
- Christian Health Association of Kenya
- Kenya United Independent Churches
- Kenya Ecumenical Church Loan Fund
- Kenya Students Christian Fellowship
- KFUK
- KFUM
- St Paul's University